# 晉商 (紀錄片)
《晉商》亦是一套電視紀錄片的名稱，講述山西商人在明清兩代、特別是清末時如何利用本身的雄厚經濟實力來達到各種理想。由中共山西省委常委、宣傳部部長申維辰總監製，中共山西省委宣傳部、山西電影製片廠、山西省對外文化交流中心、山西電視台等聯合攝製，歷時三年，攝製組行程數千里，遍訪晉商行跡、遺址、故里和院宅，採訪晉商研究權威專家，搜集了大量珍貴資料。

## 內容
《晉商》共八集，每集40分鐘，以《海內最富》、《走西口》、《日升昌》、《禍福之間》、《同舟忠告》、《深宅禮義》、《餘音繞梁》、《老字號》為題材，以全新的視角，獨特的構思，首次全景式地集中展示了晉商歷程五百年的輝煌成就和對中國商業史的重要影響，透過晉商建立的一批百年不倒的老字號，向人們描述了晉商長期輝煌的商業精神、商業道德，揭示了中國傳統儒家文化對晉商事業發展的深刻影響。從此，晉商文化、晉商精神開始受到人們的關注及青睞，並因此帶動了晉商旅遊的發展。